# Бенсон, Труди
Труди Бенсон (англ. Trudy Benson; род. 3 апреля 1985, Ричмонд) — американская художница-абстракционист, живущая и работающая в Бруклине.

## Биография
Труди Бенсон родилась в Ричмонде, штат Виргиния, в 1985 году. Она получила степень бакалавра изящных искусств в 
Университете Содружества Виргинии в 2007 году и степень магистра изящных искусств в Институте Пратта в Бруклине в 2010-м.
Бенсон известна своими крупномасштабными абстрактными картинами, в которых используются крупные полосы и капли краски. На её стиль повлияли ранние программы компьютерной живописи, такие как MacPaint и Microsoft Paint. Критики связывают работы Бенсон с художественными движениями абстрактного иллюзионизма и послевоенной нью-йоркской абстракции. Среди родственных ей художников — Ханс Хофман, Джонатан Ласкер, Ал Хелд и Келти Феррис.

## Критика
В декабре 2012 года Скотт Индрисек написал для журнала Modern Painters: «Бенсон работает на восхитительно насыщенном кофеином языке жестов и форм — мазков, капающих линий, радуги, сеток, кругов — чтобы создавать композиции, в которых сочетаются гладкие, глянцевые участки с краской, нанесённой так густо, что это напоминает пластилин».
В мае 2013 года арт-критик New York Times Карен Розенберг отметила, что «в её работах есть намеренная тяжесть, пастозность, которую пока не может вызвать ни один экран».
По мнению Марты Швенденер, «Труди Бенсон объяснила нам наше цифровое состояние: как технологии изменили наше восприятие и как создаются и воспринимаются картины».